# Прибутковий будинок Селіванова
Прибутковий будинок Селіва́нова — пам'ятка архітектури початку XX століття, розташована в центрі Харкова на розі вулиці Григорія Сковороди та Театрального майдану. Збудований у 1907 році в стилі модерн за проєктом архітектора Олександра Марковича Гінзбурга на замовлення харківського купця Петра Максимовича Селіванова.

## Історія
Територія, на якій нині розташований будинок, до початку XIX століття залишалась незабудованою. Землі колишнього форштадта Харківської фортеці використовувалися як торгові площі, де продавали хліб, дрова та сіно, у 1787—1788 роках збудовано провіантський магазин. У 1820-х роках із появою дерев'яного театру Штейна площу назвали Театральною. Згодом земельна ділянка на розі Театральної площі та вулиці Німецької (нині Григорія Сковороди) набула вигідного комерційного значення, поруч почали з'являтися торгові й приватні будинки.
У 1879 році цю ділянку придбав колезький асесор у відставці Олександр Іванович Яшніков. Спочатку він використовував старі споруди, а в 1885 році збудував двоповерховий кам'яний будинок, у якому згодом працювали бакалійна крамниця, годинникова майстерня, перукарня, а також проживали орендарі, зокрема лікар-отоларинголог Степан Сурукчі. Після смерті Яшникова право власности перейшло до його вдови Марії Костянтинівні, яка на початку XX століття продала ділянку Петру Максимовичу Селіванову. Купець зніс старі споруди та замовив будівництво нового прибуткового будинку. Проєкт у 1907 році реалізував відомий харківський архітектор Олександр Гінзбург. Будівництво стало для Селіванова фінансово невигідним — для його завершення довелося взяти позику в Земельному банку. Згодом він продав інші прибуткові ділянки, а з 1914 року сам оселився у новозбудованому будинку.
У 1913 році частину приміщень орендували музичні курси Соловйова, а пізніше — Фармацевтичне товариство Харкова. Перший поверх традиційно займали магазини — бакалія, галантерея, пивна, молочна крамниця. Після початку радянської окупації будівлю спочатку зайняв хіміко-фармацевтичний інститут, а згодом приміщення перетворені на комунальні квартири. Згідно з рішенням Харківського облвиконкому від 30 квітня 1980 року (№ 334), будівля включена до переліку пам'яток архітектури місцевого значення (охоронний № 110). 4 червня 2020 року включена до переліку пам'яток архітектури та містобудування місцевого значення (охоронний № 7326-Ха). Нині будинок зберігає своє функціональне призначення — перший поверх залишився комерційним, верхні — житловими. У 2012 році розпочалася реставрація будівлі. До кінця 2012 року планувалося зробити перше в місті повне відновлення історичної будівлі. Серед іншого мали бути відновлені старовинні дерев'яні віконні рами й двері. У 2013 році реставрація зупинилася, закінчившись лише частково. У 2018 році замінено покрівлю даху.
Навесні 2017 року власник двох квартир на верхньому поверсі прибуткового будинку Селіванова, директор харківського комунального підприємства «Підземне місто» Олександр Ганус, розпочав будівельні роботи включно з надбудовою мансардного поверху. Ці роботи призвели до зміни історичного вигляду пам'ятки архітектури та появи тріщин на стінах будівлі. Відповідно до чинного законодавства, на таких об'єктах дозволено лише реставраційні, реабілітаційні та ремонтні роботи за письмовим дозволом органу охорони культурної спадщини — Департаменту культури і туризму Харківської обласної державної адміністрації. Забудовник отримав лише дозвіл на реконструкцію від Державної архітектурно-будівельної інспекції, що викликало хвилю обурення серед громадськости та професійного середовища. Активістка Олена Рофе-Бекетова та низка громадських організацій оприлюднили інформацію про порушення та звернулися до Міністерства культури України. У відповідь відомство підтвердило, що дозвіл на проведення робіт у встановленому порядку не видавався. У 2018 році Харківська місцева прокуратура № 2 відкрила кримінальне провадження за фактом умисного пошкодження об'єкта культурної спадщини. Крім того, прокуратура подала позов до Київського районного суду міста Харкова з вимогою припинити реконструкцію та зобов'язати власника повернути будівлі первісний вигляд. Проте в першій інстанції суд відмовив у задоволенні позову. У липні 2021 року Харківський апеляційний суд став на бік прокуратури та зобов'язав власника незаконно надбудованих приміщень відновити пам'ятку архітектури в її історичному вигляді. Станом на 2025 рік будівля не відновлена.
6 жовтня 2023 року будівля зазнала незначних ушкоджень від російського ракетного удару.

## Архітектура
Будинок виконано в стилі модерн. Він має три поверхи з мансардою та асиметричну Г-подібну форму з напівкруглим еркером на зовнішньому розі. Фасад оздоблено пілястрами, ажурними балконами, рослинним орнаментом і жіночими маскаронами. Люкарна цікавої форми оперізують всю довжину будинку. Особливу увагу приділено оформленню вікон, балконних огорож та вхідних порталів. В під'їзді збережено закручені сходи, декоративні консолі, балюстради з рослинними мотивами, розети, а також маскарони.

### Вивіски

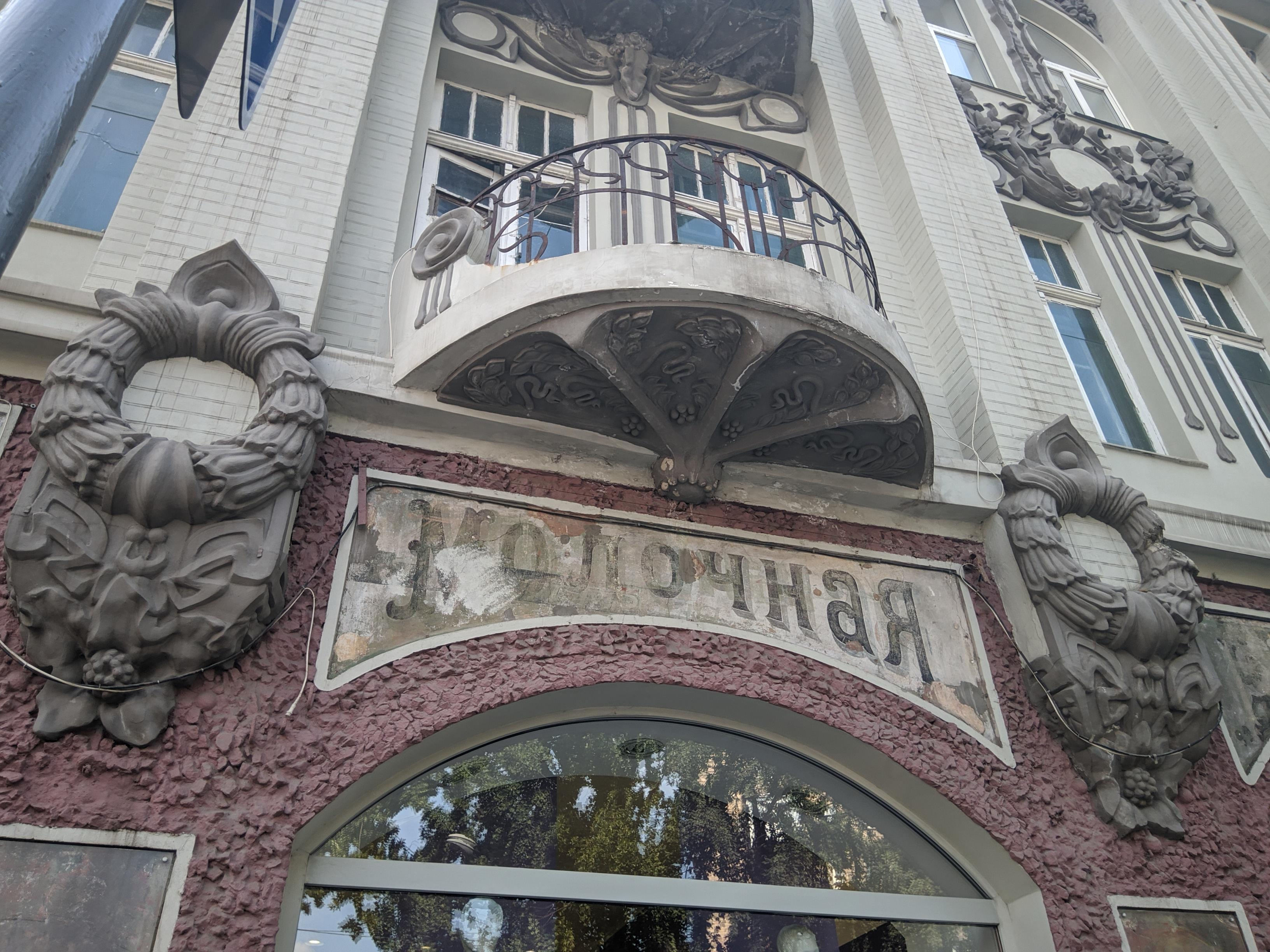
Вивіска над шостою аркою

На фасаді будинку збереглося декілька вивісок 1900-х та 1910-х років, які нанесені на стіни будинку фарбою. Вони були відкриті під час ремонту наприкінці 1980-х років. Вивіски зліва на право (з вулиці Сковороди на Театральний майдан):
- «BIER HALLE Tip Top» (німецькою) — вивіска над аркою першого вікна. Написана готичним шрифтом жовтими літерами на червоному фоні. У перекладі: «Пивний заклад Тіп Топ».
- Пивная Лавка (далі нерозбірливо) — вивіска під вінком між арками першого і другого вікна. Написана у білому колі на фоні зелено-бірюзового полотна.
- Пивная Типъ Топъ — вивіска над аркою другого вікна. Написана так само як і перша вивіска. У перекладі: «Пивний заклад Тіп Топ».
- нерозбірливо — вивіска над аркою третього вікна. Букви на жовтому фоні майже втрачені.
- Кофе Шоколадъ Мороженое Разн. (далі нерозбірливо) і Приемъ заказовъ мѣховыхъ вещей — вивіска під вінком між арками третього і четвертого вікна. Два написи накладені один на одного. Перший напис (Кофе Шоколадъ Мороженое Разн.) зроблено чорними буквами на білому тлі. Напис Приемъ заказовъ мѣховыхъ вещей зроблено другим шаром світло-жовтими буквами на темному фоні, який з часом зник.
- нерозбірливо — вивіска над аркою четвертого вікна. Букви на світло-жовтому фоні майже втрачені. Напис частково закритий адресним знаком.
- Большой Выборъ Ангийскихъ Французкихъ и Русскихъ Ма...овъ — вивіска ліворуч від входу на розі. Зроблена світло-жовтими літерами на синьому фоні, також зверху іншої вивіски.
- Приемъ заказовъ изъ своего магазина (далі нерозбірливо) — вивіска праворуч від входу на розі. Зроблена світло-жовтими літерами на синьому фоні.
- нерозбірливо — вивіска над аркою п'ятого вікна.
- Перѣ...(далі нерозбірливо) — вивіска під вінком між п'ятим і шостим вікном.
- Молочная — вивіска над аркою шостого вікна. Зроблена чорними буквами на білому фоні.
- Fri... (далі нерозбірливо) (німецькою) — вивіска під вінком між шостим і сьомим вікном.
- нерозбірливо — вивіска над аркою сьомого вікна.

## Галерея

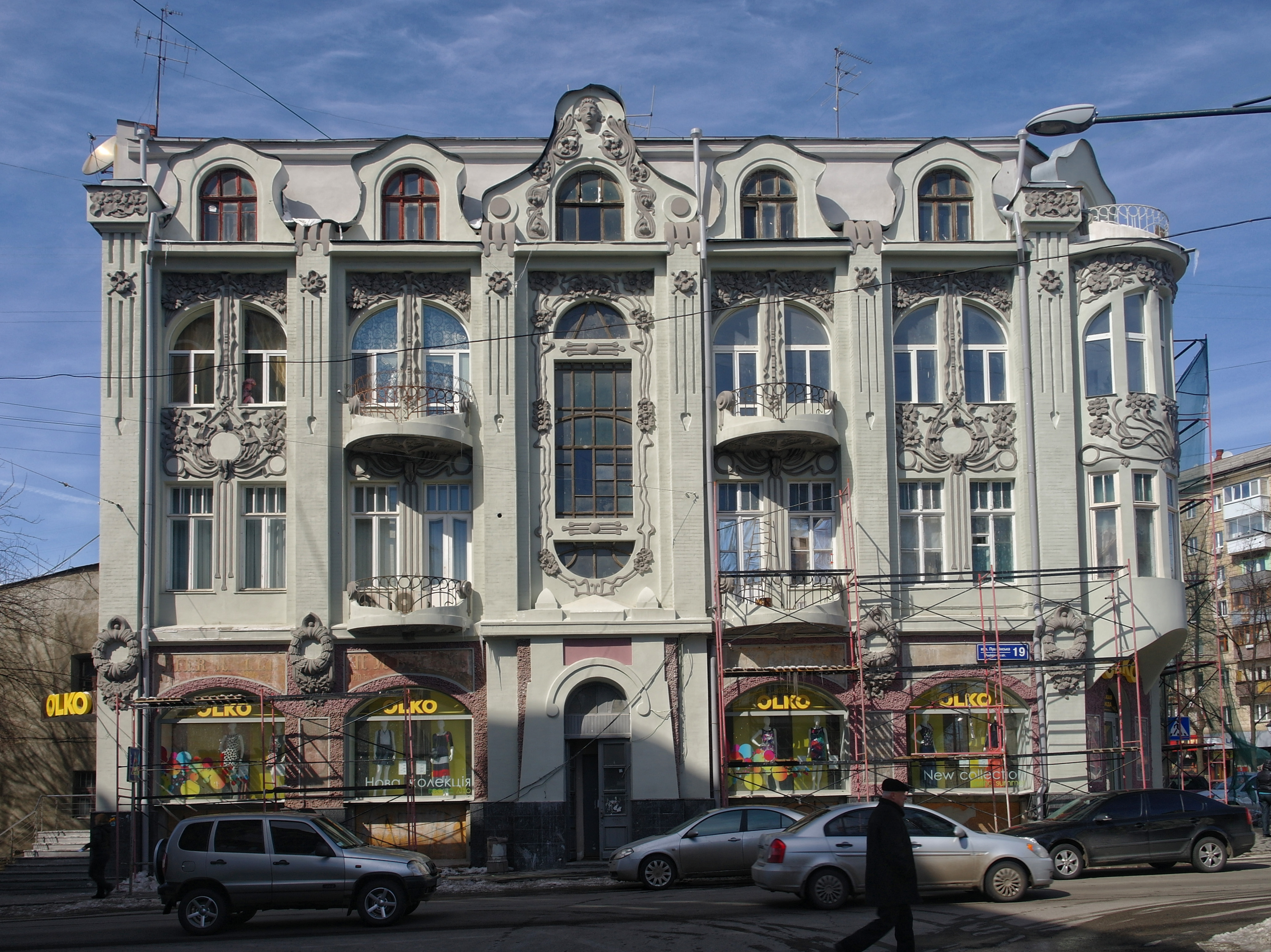
Фасад по вулиці Сковороди
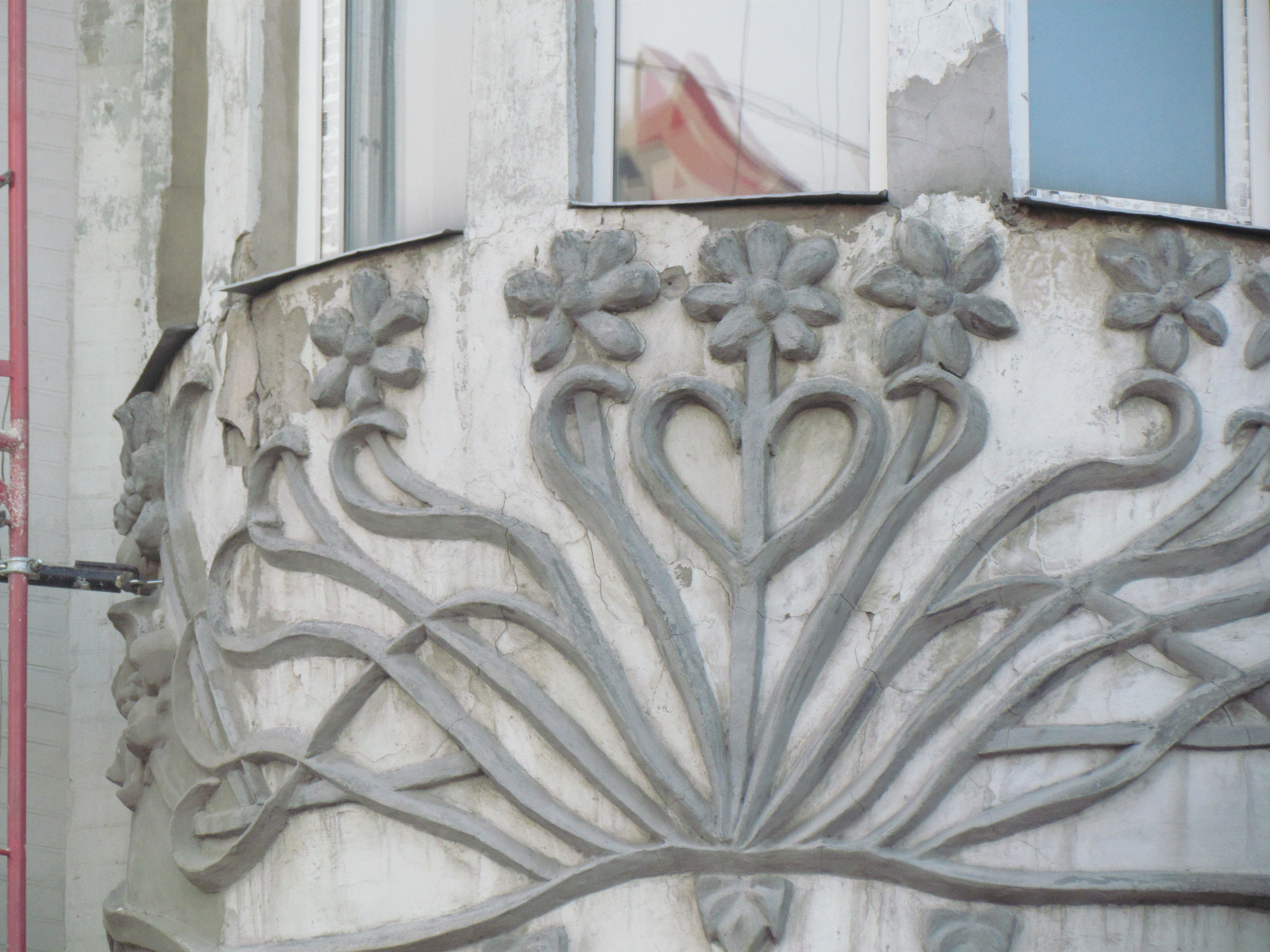
Деталі еркера
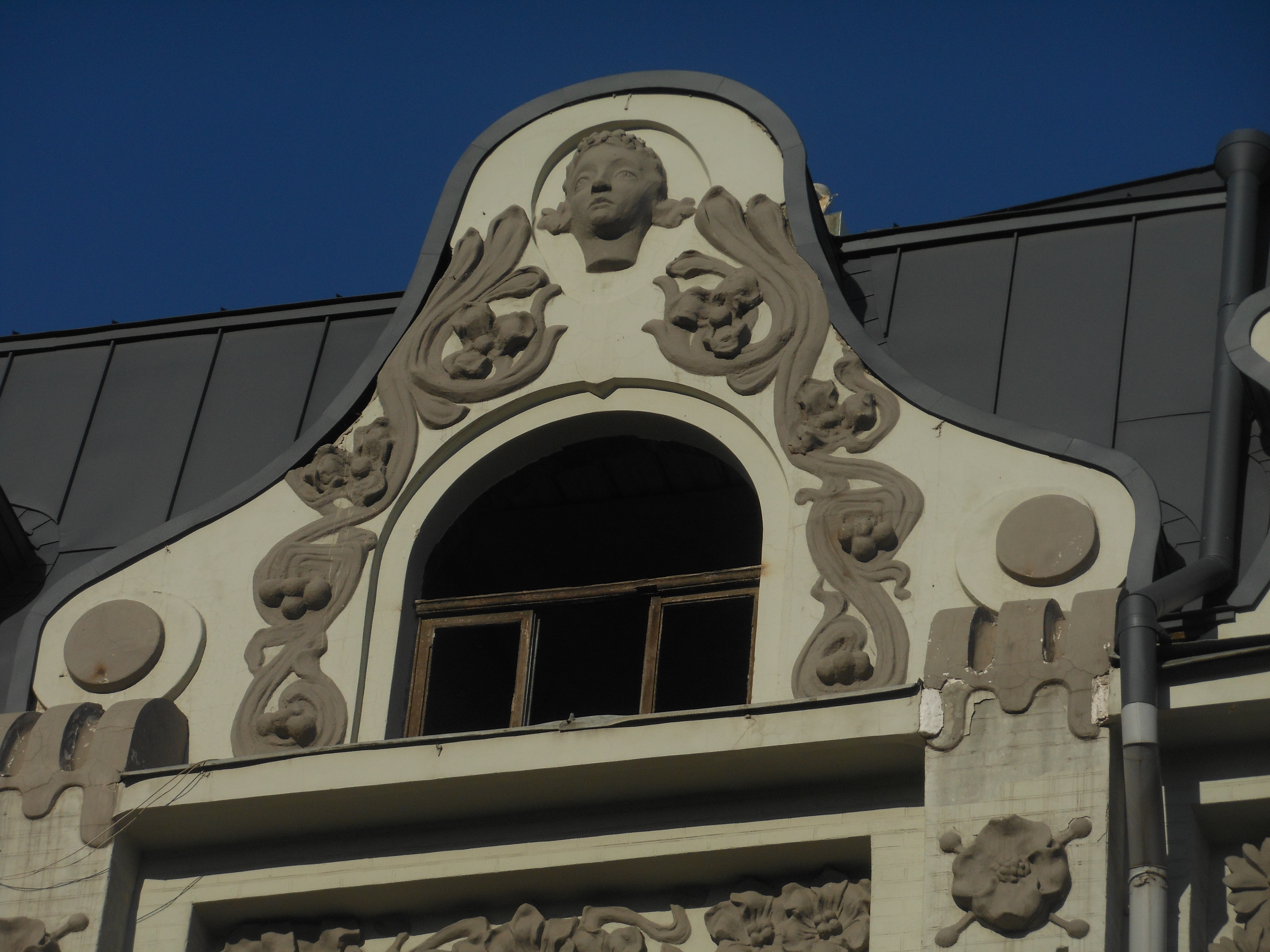
Фронтон з маскароном
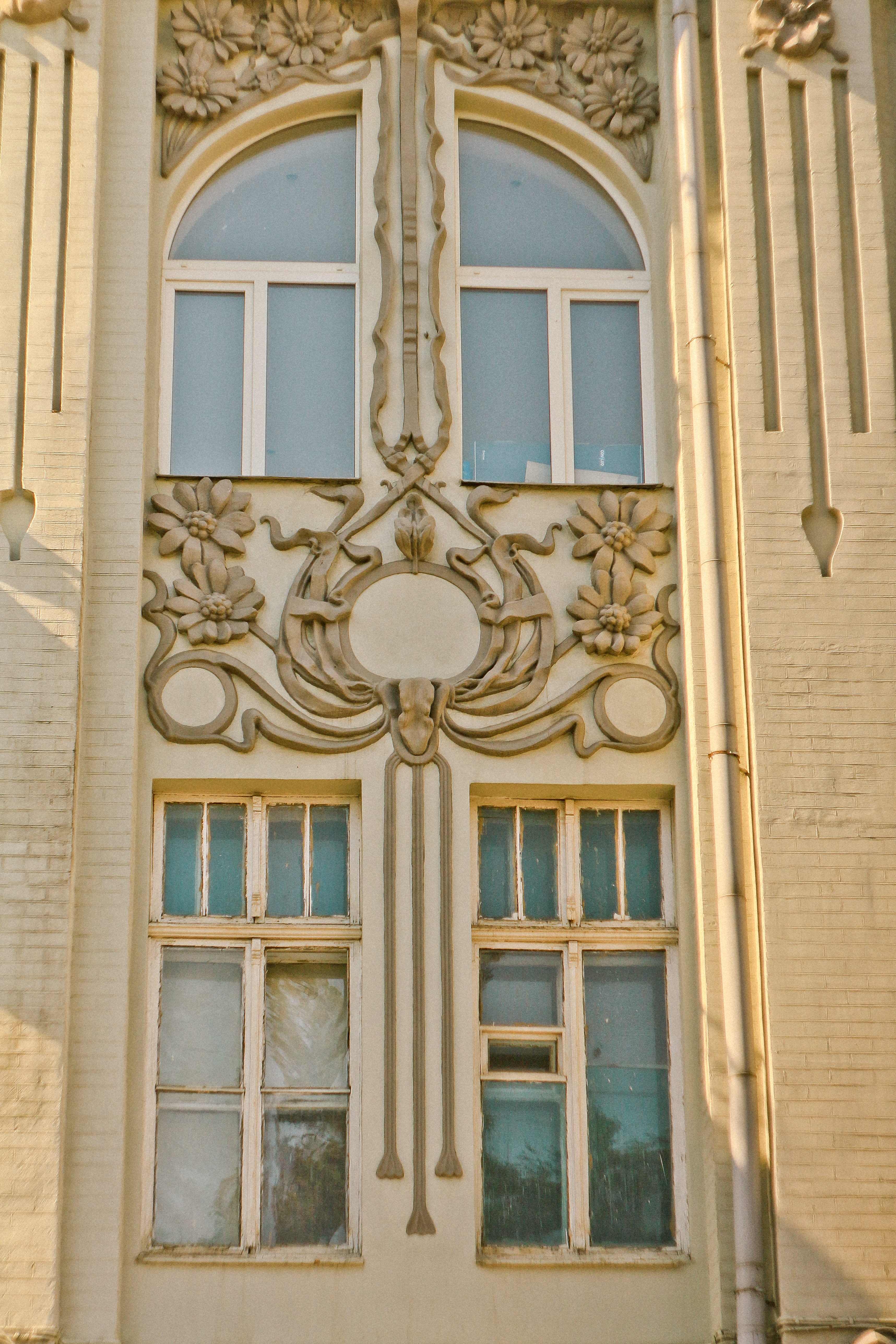
Деталі фасаду
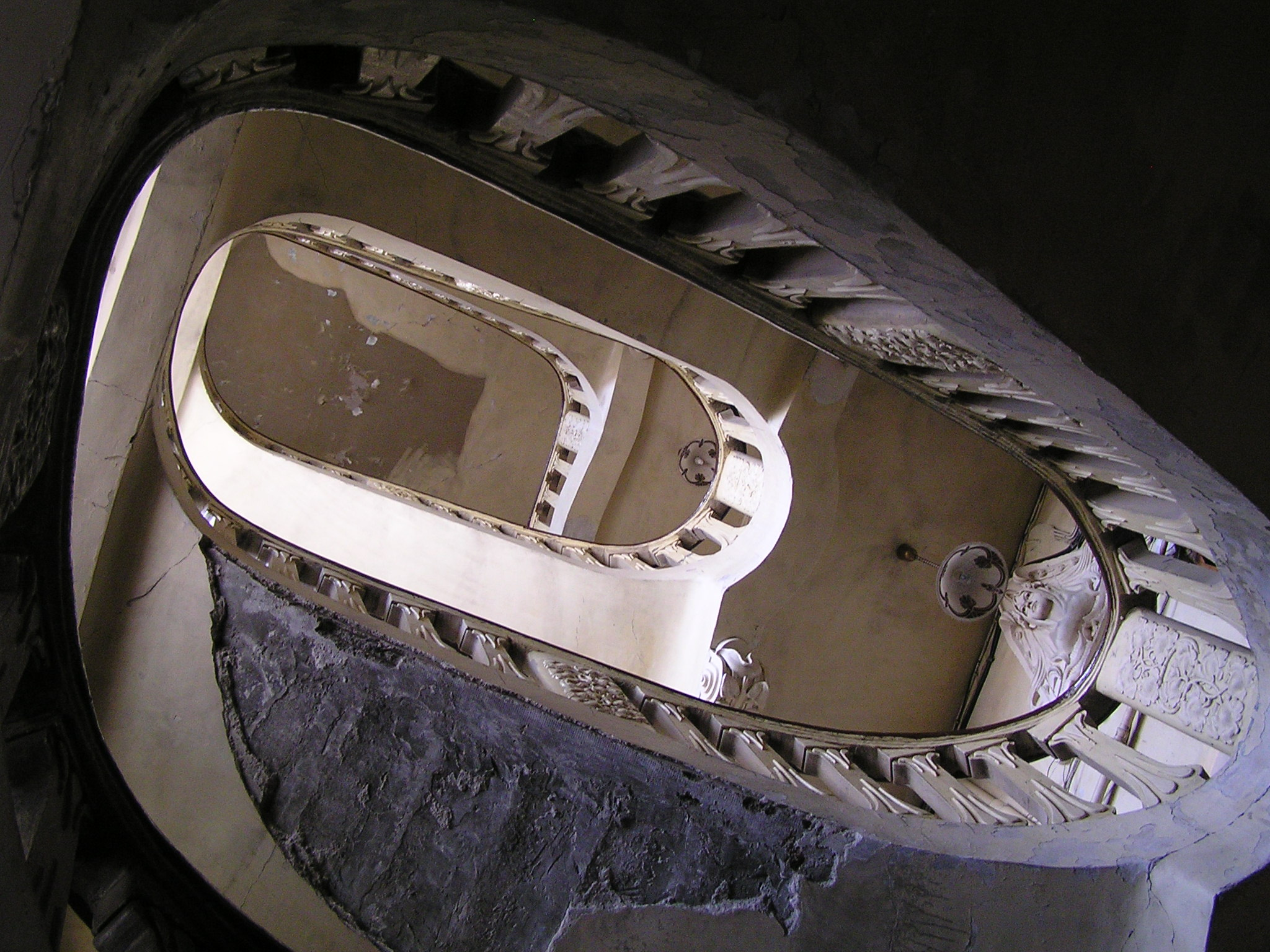
Сходи в під'їзді
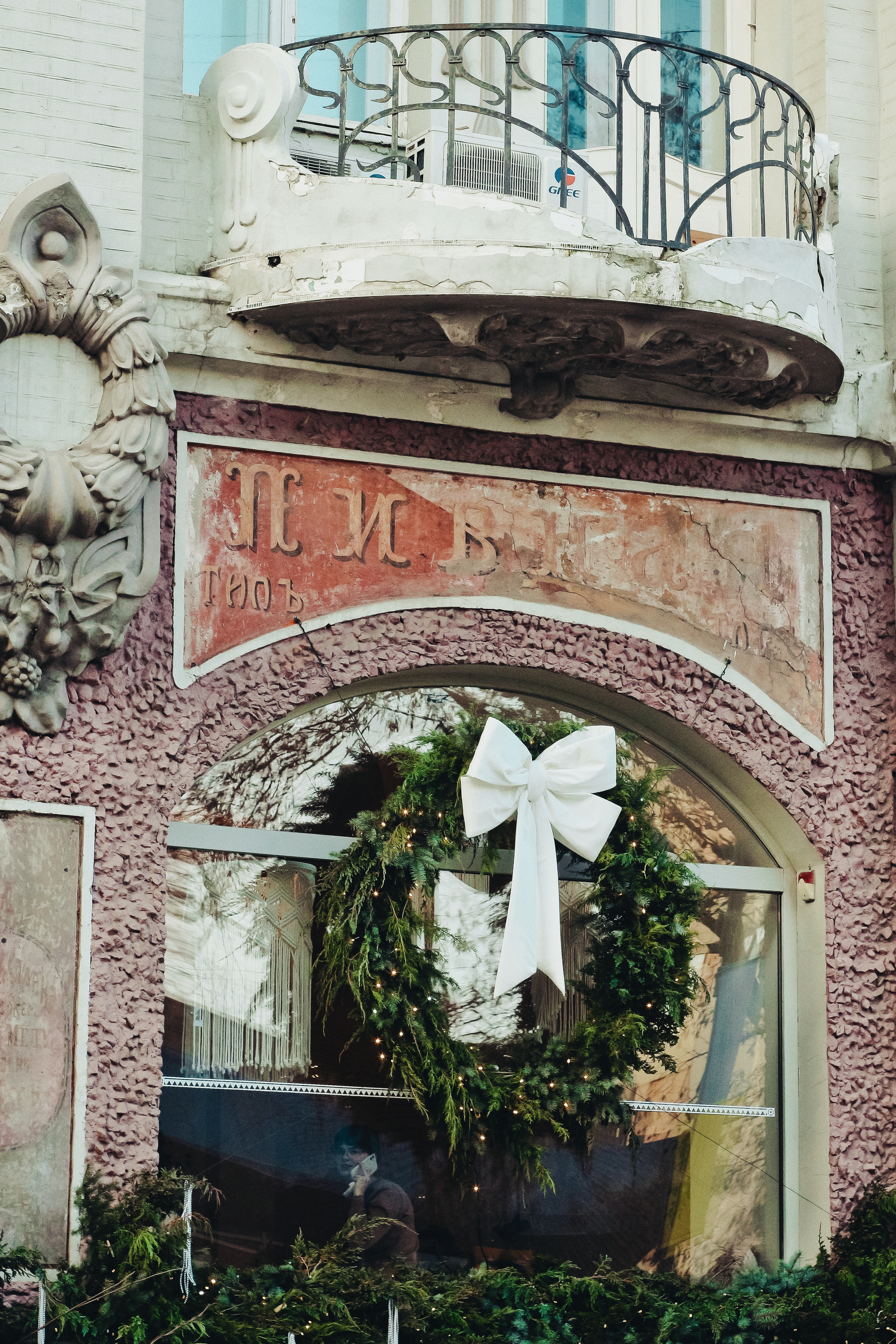
Вивіска над другою аркою
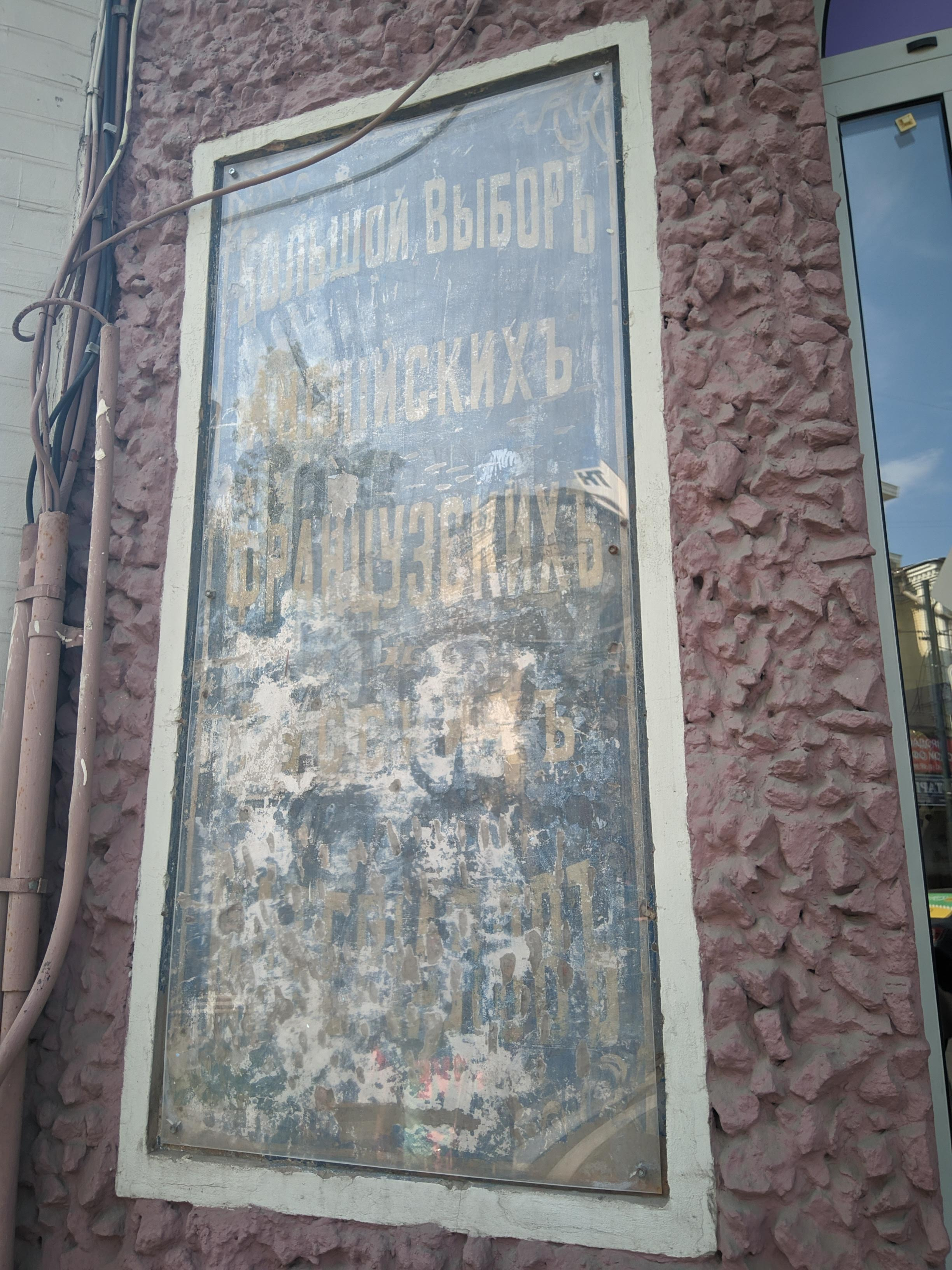
Вивіска ліворуч від входу
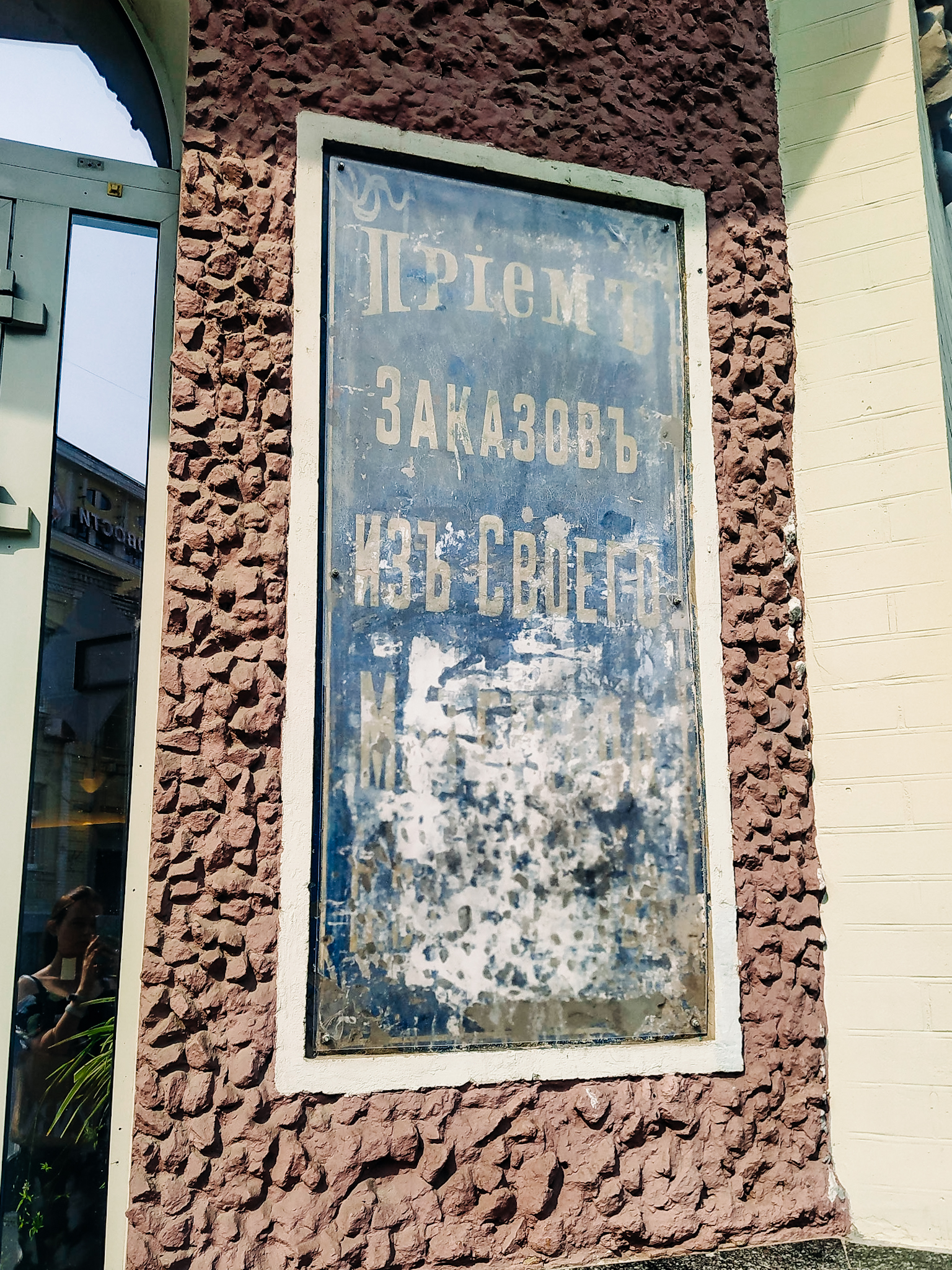
Вивіска праворуч від входу
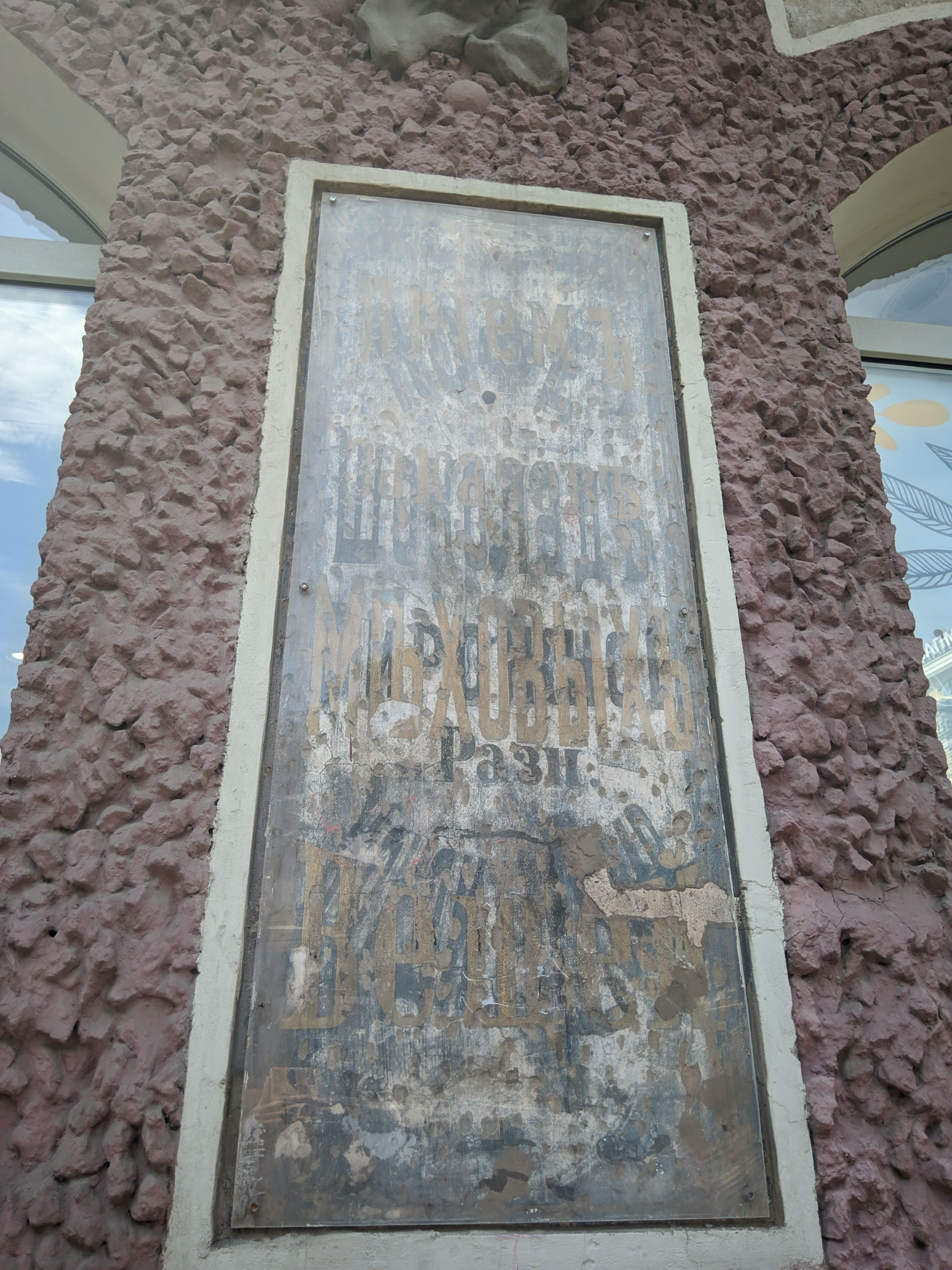
Вивіска між третьою і четвертою арками